# Neospastis calpidias
Neospastis calpidias är en fjärilsart som beskrevs av Edward Meyrick 1917. Neospastis calpidias ingår i släktet Neospastis och familjen plattmalar. Inga underarter finns listade i Catalogue of Life.